# Neoporus pratus
Neoporus pratus är en skalbaggsart som först beskrevs av Wolfe 1984.  Neoporus pratus ingår i släktet Neoporus och familjen dykare. Inga underarter finns listade i Catalogue of Life.